# 鐵獅門
鐵獅門（Tishman Speyer Properties）是一家美國房地产投资公司，成立於1978年。該公司曾參與洛克菲勒中心的開發建設，並擁有城峰中心和富蘭克林中心等辦公大樓。